# Dolní Kalná
Dolní Kalná é uma comuna checa localizada na região de Hradec Králové, distrito de Trutnov‎.